# Anthologie (Tous Leurs Tubes)
Anthologie je sedmé kompilační album německé skupiny Scooter. Bylo vydáno pouze ve Francii, roku 2006 a obsahuje devatenáct skladeb.

## Seznam skladeb
| Pořadí | Název                    | Délka |
| ------ | ------------------------ | ----- |
| 1.     | Shake That!              |       |
| 2.     | Move Your Ass!           |       |
| 3.     | Hyper Hyper              |       |
| 4.     | Suavemente               |       |
| 5.     | Endless Summer           |       |
| 6.     | Fire                     |       |
| 7.     | Rebel Yell               |       |
| 8.     | Let Me Be Your Valentine |       |
| 9.     | The Avenger's Back       |       |
| 10.    | Friends                  |       |
| 11.    | I'm Raving               |       |
| 12.    | Ramp! (The Logical Song) |       |
| 13.    | Back In The U.K.         |       |
| 14.    | Faster Harder Scooter    |       |
| 15.    | Fuck The Millenium       |       |
| 16.    | Weekend!                 |       |
| 17.    | Aiii Shot The DJ         |       |
| 18.    | Maria (I Like It Loud)   |       |
| 19.    | One (Always Hardcore)    |       |